# Rincón Alegre
Rincón Alegre är en ort i Mexiko.   Den ligger i kommunen Santa María Tonameca och delstaten Oaxaca, i den sydöstra delen av landet, 500 km sydost om huvudstaden Mexico City. Rincón Alegre ligger 24 meter över havet och antalet invånare är 478.
Terrängen runt Rincón Alegre är platt söderut, men norrut är den kuperad. Rincón Alegre ligger nere i en dal.  Närmaste större samhälle är San Pedro Pochutla, 11,8 km öster om Rincón Alegre. 